# Сіноп (мікрорегіон)

Сіноп на карті штату Мату-Гросу

Сіноп (порт. Microrregião de Sinop) — мікрорегіон у Бразилії, входить до штату Мату-Гросу. Складова частина мезорегіону Північ штату Мату-Гросу. Населення становить 176 041 чоловік на 2006 рік. Займає площу 49 375,919 км². Густота населення — 3,6 чол./км².

## Склад мікрорегіону
До складу мікрорегіону включені такі муніципалітети:
1. Клаудія
2. Феліс-Натал
3. Ітауба
4. Марселандія
5. Нова-Санта-Єлена
6. Санта-Кармен
7. Сіноп
8. Уніан-ду-Сул
9. Вера

| Бразилія | Це незавершена стаття з географії Бразилії. Ви можете допомогти проєкту, виправивши або дописавши її. |